# Neonitocris bourgeati
Neonitocris bourgeati är en skalbaggsart som beskrevs av Stefan von Breuning och Teocchi 1978. Neonitocris bourgeati ingår i släktet Neonitocris och familjen långhorningar. Inga underarter finns listade i Catalogue of Life.